# Храм Афины Алеи
Храм Афины Алеи (др.-греч. Ναός της Αλέας Αθηνάς) — один из самых известных храмов древнегреческой богини Афины Алеи («защищающей, тёплой»; Ἀθηνᾶ Ἀλέα) классической эпохи в древней Алее. Находится на Пелопоннесе, в Аркадии, в 10 км от современного города Триполис, к юго-западу от древнего города Тегея, на территории современной деревни Алея в общине Триполис в периферии Пелопоннес.
Храм Алеи Афины построен в священной роще. Доступ к нему был запрещён для непосвящённых, что свидетельствует о том, что в этом месте совершались мистерии. Там было два алтаря (жертвенника), один на виду для бескровных жертвоприношений, а второй в удалении для кровавых жертвоприношений. Из этого элемента следует, что святилище относилось к храмам, обратившимся к новым религиозным обычаям.

## История
Первый раннеантичный храм в честь Афины построил, согласно преданию, полумифический царь Алей. По археологическим данным святилище существовало ещё в микенскую эпоху. Здесь поклонялись какому-то женскому божеству. Это божество затем отождествляли с Афиной. Монументальный дорический храм Афины построен в архаический период (последняя четверть VII века до н. э.). Этот архаический храм имел деревянные колонны и антаблемент и сгорел во время великого пожара вместе с большинством зданий города Тегея в 395 году до н. э. В 365 году до н. э. новый храм на месте сгоревшего построил паросский скульптор и архитектор Скопас.
Внутри храма хранилось много замечательных даров (ἀνάθημα). Лаодика с Кипра послала в дар Афине Алее пеплос. На стенах храма висели оковы лакедемонских пленников. Также в храме некоторое время хранились шкура и клыки вепря, добытого в калидонской охоте, изъятые императором Августом. В древние времена храм обладал правом убежища.
Классический храм разрушен землетрясением в VI веке н. э.

## Архитектура

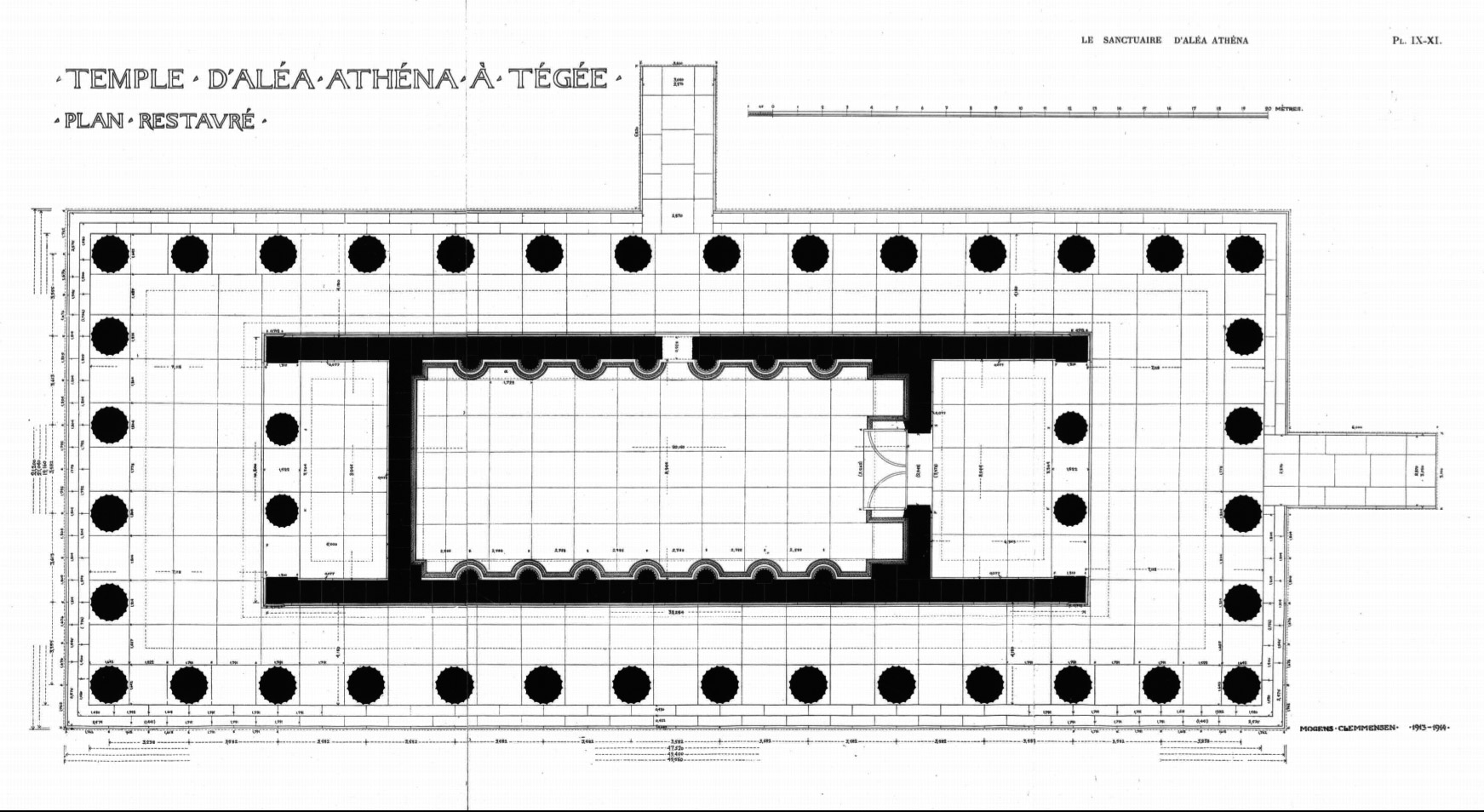
План храма Афины Алеи

Классический храм построен целиком из мрамора Долианы на фундаменте из блоков конгломерата. Повторно использовался строительный материал из архаического храма.

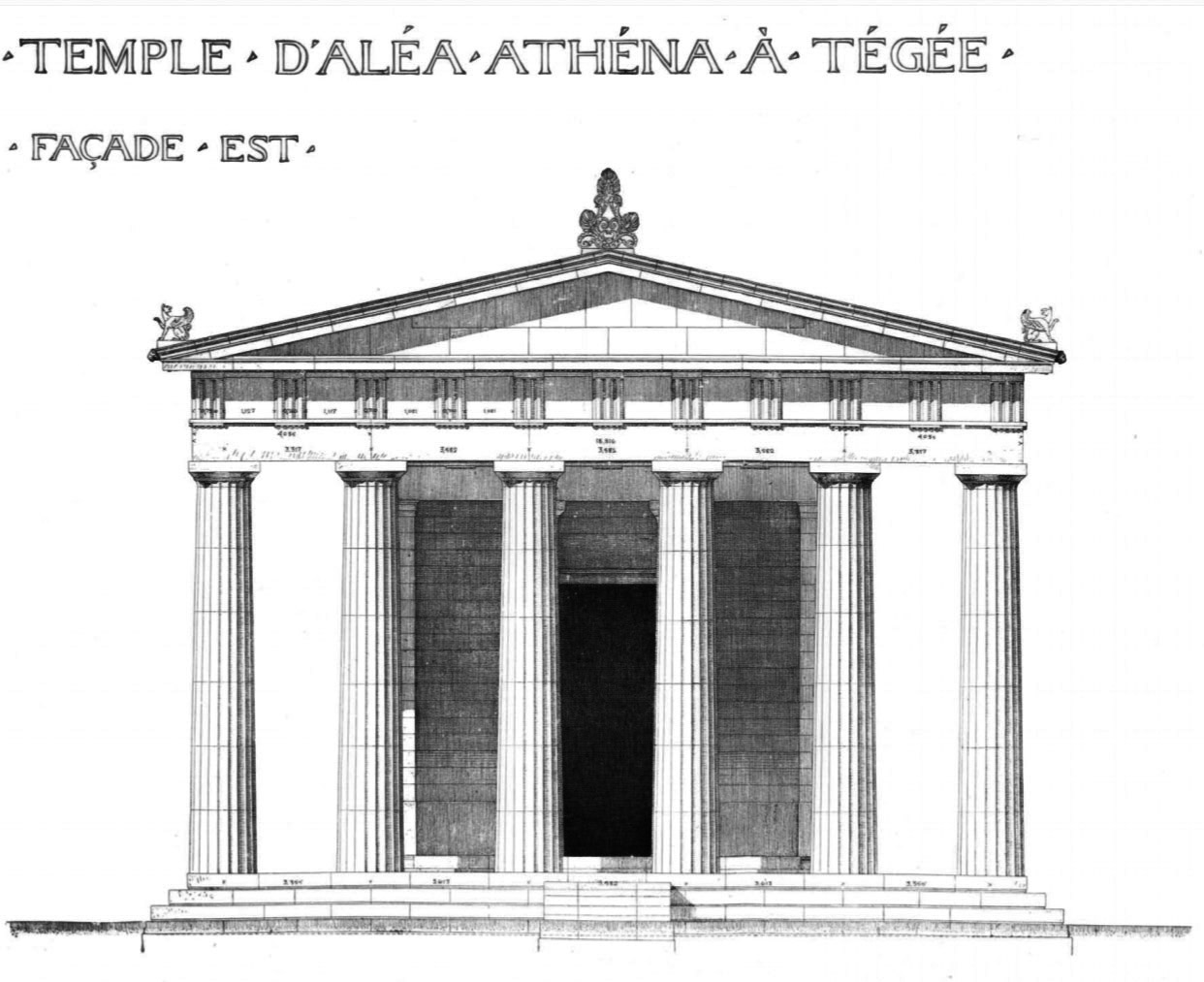
Фасад храма Афины Алеи

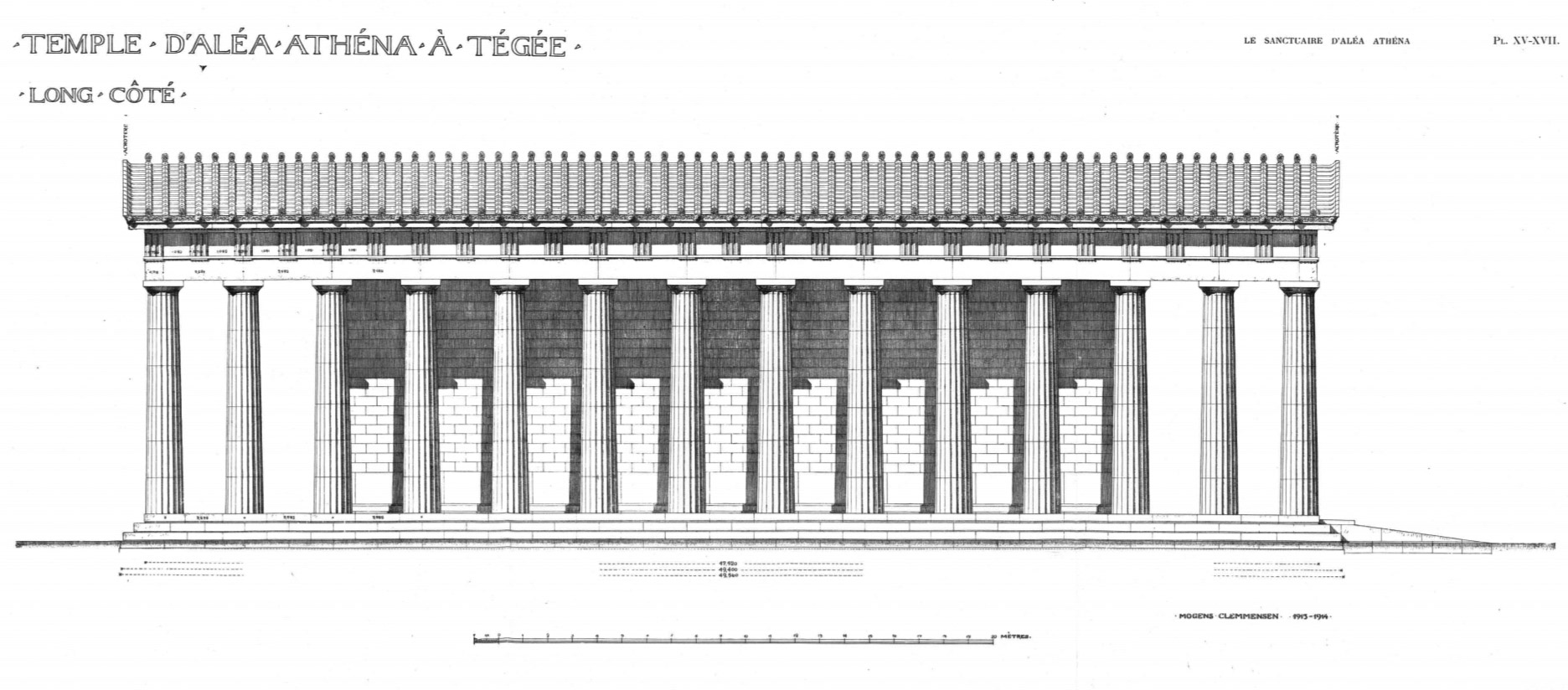
Длинная сторона храма Афины Алеи

Данный храм является одним из последних, возведённых в стиле дорического ордера. Внешне представляет собой амфипростиль с сильным влиянием храма в Фигалии и Пропилеев афинского Акрополя. Целла окружена дорическим птероном (наружной колоннадой) 6 × 14 колонн (размеры колоннады 47,55 × 19,19 м). Внутри, вдоль северной и южной стен целлы, храм украшали семь коринфских полуколонн. Главный вход находился на востоке, где стилобат, а меньший вход существовал в середине северной стороны целлы. Входы имели наклонные плоскости в крепидоме. Внутри целлы находилась культовая статуя богини Афины, полностью сделанная из слоновой кости, о которой Павсаний сообщает, что она была доставлена в Рим самим Августом после его победы над Антонием. Во времена Павсания стояла ещё одна статуя богини, а по обеим сторонам стояли статуи Асклепия и Гигиеи работы Скопаса, сделанные из пентелийского мрамора. Внешний вид храма был довольно скромным, за исключением скульптурных композиций из фронтонов храма работы Скопаса, от которых осталось довольно много фрагментов. Композиции черпают свои темы из местных легенд: на восточном фронтоне прославляется героический подвиг Аталанты, выросшей в аркадских горах, охота на калидонского вепря, а на западном фронтоне — героическая битва Телефа, сына Геракла и Авги, дочери царя Алея, против эллинов, вторгшихся в государство Мизию в Малой Азии. Они проникнуты драматизмом, демонстрируют бурное движение. При их исполнении Скопас явно нарушил традиционную для греческой пластики классически строгую трактовку лица, решив наполнить его выражение жизненными эмоциями.

## Археология
Первые пробные раскопки в районе храма провёл доктор Артур Мильххёфер, член Германского археологического института в Афинах в 1879 году. В 1885 году первые планы храма были составлены Вильгельмом Дерпфельдом. В 1900 году Французская археологическая школа  в Афинах экспроприировала частные дома в районе святилища и начала свои первые планомерные раскопки под руководством Гюстава Менделя, которые вскрыли фундамент храма. Раскопки продолжил Констандинос Ромеос в 1909 году.